# Emmanuel Noruega
Emmanuel Libano Noruega (Macao, 23 agosto 1983) è un calciatore macaense, di ruolo difensore.